# Vukosavlje
Vukosavlje är en kommun i Bosnien och Hercegovina.   Den ligger i entiteten Republika Srpska, i den norra delen av landet, 130 km norr om huvudstaden Sarajevo.